# Benjamin Starck
Benjamin Starck (auch Benjamin Stark oder Starcke; * 13. Dezember 1554 in Falkenau an der Eger; † 1. Februar 1634 in Mühlhausen) war ein deutscher evangelisch-lutherischer Theologe, Pastor und Superintendent.

## Leben
Benjamin Starck wurde als Sohn des Theologen Sebastian Starck (1528–1586) und seiner Frau Anna, geb. Ernst (1532–1574) in Falkenau geboren. Ab 1570 studierte er in Erfurt, 1571 in Jena und danach in Straßburg. Ab 1573 war er Kantor in Greußen (bis 1575). 1576 erfolgte seine Promotion zum Magister und zugleich seine Bestallung zum Konrektor in Mühlhausen (1577–81). Im Jahr 1581 erfolgte seine Ordination zum Diaconus (bis 1586), 1605 zum Archidiakon, 1606 zum Oberpfarrer (bis 1631) und zum Superintendenten in Mühlhausen.
Starck veröffentlichte mehrere Leichenpredigten sowie Gelegenheitsgedichte, aber auch theologische Abhandlungen in deutscher Sprache.

## Schriften (Auswahl)
- Spiegel Des Herren Christi Und des AntiChrists : Darinnen unwiderleglich aus Heiliger Göttlicher Schrifft erwiesen wird/ daß/ so wahr als Jesus Christus der wahre Messias und Heyland der Welt ist/ Dagegen Der Bapst zu Rom der rechte selbschüldige Antichrist sey. Müller, Wittenberg 1605.
- Elenchus Eucharisticus. Das ist/ Zehenfacher gründlicher Beweiß/ Der wesentliche[n] Gegenwart unnd mündlichen Niessung deß wahren Leibes unnd Bluts unsers lieben Herren Jesu Christi, unter/ in/ und mit dem gesegneten Brod unnd Wein im Heyligen Abendmahl. Stange, Mühlhausen 1622.